# اوشتر-اورشتدت
اوشتر-اورشتدت (به آلمانی: Oster-Ohrstedt) یک شهر در آلمان است که در نوردفرایسلند واقع شده‌است. اوشتر-اورشتدت ۶۶۷ نفر جمعیت دارد.